# Iglesia y convento de las Puras
El convento de la Purísima Concepción se ubica en la ciudad española de Almería junto a la Catedral, teniendo su entrada principal en la calle Cervantes.

## Historia
Tanto el convento como la iglesia, obra de Ortiz de Villajos, se construyen en 1522, en el solar aparecido de la destrucción de varias viviendas de la anterio época musulmana.
Hacia 1810, durante la época napoleónica, la orden fue expulsada del convento. Al estallar la Guerra civil española, las milicias populares tomaron el control del convento y lo emplearon como cuartel de milicias hasta el final de la contienda.

## Descripción
El conjunto se organiza alrededor de un patio porticado en tres de sus lados y un claustro de planta rectangular al que se adosa la iglesia. 
El claustro porticado, con zona ajardinada en su interior, está rodeado con arcos carpanales construidos en ladrillo simulando aparejo mediante pinturas que alternan el color rojo con el blanco y se apoyan sobre columnas toscanas. 
La galería superior de forma adintelada descansa sobre columnas toscanas y termina su antepecho con celosías caladas de tracería geométrica. 
La iglesia, de planta rectangular se cubre con armadura de líneas rectangulares de tradición mudéjar, éstas semiocultas por bóveda de medio cañón con lunetas y arcos fajones son de época barroca. Cuatro pilastras toscanas de fuste liso sobre plintos se adosan a los muros, soportando un entablamento de friso liso y cornisa de poco vuelo. La capilla mayor de planta rectangular, se cubre con bóveda de media naranja muy rebajada sobre perchinas y decoradas con motivos de estuco dorado. 
El exterior está constituido por una serie de volúmenes irregulares de cubiertas planas a excepción de la iglesia y la crujía transversal que lo hacen con tejado a cuatro vertientes. La portada de la iglesia es obra barroca del siglo XVIII. Consta de un vano adintelado flanqueado por pilastras toscanas de fuste rehundido. Sobre el dintel se observa un entablamento formado por arquitrabe terminado en guirnaldas con frisos decorado de temas vegetales, escudos en el centro y mascarones a los lados. La cornisa envuelve a una hornacia con venera, y en su parte superior remata la fachada un penacho con escudo coronado.